# Турецко-узбекистанские отношения
Узбекистанско-турецкие отношения — двусторонние дипломатические отношения между Турцией и Узбекистаном.
Страны являются членами Организации тюркских государств.

## История
В апреле 1992 года Турция признала независимость Республики Узбекистан и установила дипломатические отношения с этим государством. Ещё в 1991 году президент Узбекистана Ислам Каримов посетил Турцию. Следующие официальные визиты произошли в июне 1994 и в ноябре 1994. В октябре 1998 года Каримов принял участие в торжествах, посвященных 75-летию провозглашению победы Турции в войне за независимость 1919—1923 гг. Во время этого визита прошли переговоры между лидерами двух государств, в результате чего была создана договорная основа отношений Турции и Узбекистана. В частности, подписан договор о «Вечной дружбе и сотрудничестве», а также прочие документами, связанные с торговой, научно-технической, военной сферами, борьбой с терроризмом и торговлей наркотиками. Всего подписано 78 договор.
В 1990-е и 2000-е Турция тесно сотрудничала с представителями узбекской оппозиции, что долгое время мешало нормальному развитию взаимоотношений двух стран.
После смерти Ислама Каримова и избрания нового президента Шавката Мирзиёева, отношения улучшились и достигли стратегического партнерства.

## В области экономики
В 2017 году торговля двух стран выросла до $1,5 млрд. В первом квартале 2018 года показатели узбекистанско-турецкого товарооборота составил 400 млн долларов. По сравнению с предыдущим кварталом он вырос на 20 %. Узбекистан, в основном, экспортирует цветные металлы, продукты нефтепереработки, плодоовощи и азотные удобрения, а Турция — механическое и электронное оборудование, фармацевтическую, химическую и текстильную продукцию.
Действует преференциальное соглашение в области торговли.
За январь — май 2023 года в Узбекистане было создано 121 совместное предприятие.

## В области культуры
Сотрудничество в культурной сфере между Узбекистаном и Tурцией регулируется «Соглашением о сотрудничестве в сферах культуры, образования, здравоохранения, спорта и туризма» (19 декабря 1991 года) и «Соглашением о культурном сотрудничестве» (22 июля 1993 года). В 1993 году в Турции проведён Дни культуры Узбекистана, в котором приняли участие 60 узбекских деятелей культуры и искусства. В 1994 г. группа из 48 турецких представителей искусства посетила Узбекистан в рамках «Дня культуры тюркского мира». Турецкие музыканты и певцы регулярно участвуют в международном музыкальном фестивале Sharq Taronalari в Самарканде.

## Военное сотрудничество
После 2012 года, когда Узбекистан вышел из ОДКБ, страна начала наращивать военное сотрудничество с Турецкой Республикой. В частности, в 2017 году Вооружённые силы Узбекистана закупили несколько турецких бронеавтомобилей типа EJDER 4х4.

## В гуманитарной сфере
Турция выразила поддержку в проекте по созданию и расширению высушенных девственных лесов близ Аральского моря.